# Rugby à XV en Moldavie
Le rugby à XV en Moldavie.
La Moldavie est considéré comme une nation émergente du rugby.

## Histoire

### Post indépendance
La popularité du rugby en Moldavie est en croissance rapide, avec plus de 10.000 fans qui assistent régulièrement aux matches à domicile en Championnat européen des nations. Depuis 2004, le nombre de joueurs de rugby moldaves a plus que doublé.

## Organisation
La Fédération moldave de rugby à XV (Federatia de Rugby din Moldovei) organise les compétitions de rugby en Moldavie. Elle a été fondée en 1967 et a rejoint l'IRB en 1994.